# Nadav Lapid
Nadav Lapid (Tel Aviv, 8 de abril de 1975) é um cineasta e escritor israelense.